# まもなく、晴れ feat.玲葉奈
「まもなく、晴れfeat.玲葉奈」（まもなくはれ フィーチャリング れよな）はMiss Mondayのシングル。2002年5月9日発売。2ndアルバム「NATURAL」収録。

## 概要
1stアルバムから間髪あけずにリリースされた本作品は、アコースティックシンガー玲葉奈（現・Leyona）をフィーチャーした曲。
「仲間がいれば、焦らずに夢を追える」と歌ったこの曲は当時全国のFM局で大量オンエアされた。オリジナルも含め5バージョンの異なるアレンジが収録されている（そのうち1曲はSLY & ROBBIEによるリミックス）。

## 収録曲
1. まもなく、晴れ
2. まもなく、晴れ After the rain remix
3. まもなく、晴れ Sly & Soon be fine remix
4. まもなく、晴れ Soopasta remix
5. まもなく、晴れ Monday original

## 収録アルバム
- オリジナル『NATURAL』（2003年4月23日）